# Natalija Olegowna Gontscharowa
Natalija Olegowna Gontscharowa (russisch Наталия Олеговна Гончарова, englische Transkription: Nataliya Olegovna Goncharova; * 1. Juni 1989 in Skole, Ukrainische SSR, von 2012 bis 2016 Natalija Olegowna Obmotschajewa, russisch Наталия Олеговна Обмочаева, englische Transkription: Nataliya Olegovna Obmochaeva) ist eine russische Volleyballspielerin. Sie wurde 2010 Weltmeisterin und nahm an den Olympischen Spielen 2012 und 2016 teil.

## Karriere
Gontscharowa begann ihre Karriere in der Ukraine bei Regina Riwne und spielte dort später für Universitet Iwano-Frankiwsk. Mit dem ukrainischen Nachwuchs wurde sie 2005 Europameisterin der Altersklasse U18 und 2006 EM-Dritter. 2007 debütierte sie in der A-Nationalmannschaft ihres Heimatlandes. Im gleichen Jahr wechselte sie zum russischen Erstligisten VK Dynamo Moskau, für den auch ihre Schwester Walerija Gontscharowa spielte. Mit dem Verein belegte sie in der ersten Saison den zweiten Platz in der Liga. 2009 schaffte die Außenangreiferin das nationale Double aus Pokal und Meisterschaft. Außerdem erreichte Moskau das Finale der Champions League gegen Foppapedretti Bergamo.
In der Saison 2009/10 wurde Dynamo Vizemeister. Gontscharowa erhielt die russische Staatsbürgerschaft und konnte deshalb in der russischen Nationalmannschaft eingesetzt werden, was erstmals beim Turnier in Montreux geschah. 2010 gewann sie mit Russland die Weltmeisterschaft in Japan. 2011 wurde sie mit Moskau Pokalsieger und Zweiter in der Liga. Ein Jahr später belegte der Verein zum dritten Mal in Folge den zweiten Platz in der Meisterschaft. Gontscharowa nahm an den Olympischen Spielen in London teil und erreichte mit Russland nach dem Aus im Viertelfinale den fünften Rang. 2013 wurde sie mit der Nationalmannschaft Europameisterin in Deutschland und der Schweiz.

## Privates
Gontscharowa war von 2012 bis 2016 mit dem russischen Nationalspieler Alexei Alexandrowitsch Obmotschajew verheiratet.